# كأس حذفي 1999–2000
كأس حذفي 1999–2000 هو موسم من كأس حذفي. فاز فيه نادي استقلال طهران.